# Legionella thermalis
Espèce
Legionella thermalis est une espèce de bactéries gram-négatives de la famille des Legionellaceae.

## Description
Les Legionella thermalis sont des bactéries gram-négatives ne formant pas de spores mais étant mobiles.

## Taxonomie
Le nom correct complet (avec auteur) de ce taxon est Legionella thermalis Ishizaki et al. 2016.
La souche type L-47 a été déposée dans des banques de culture bactériennes sous les identifiants JCM 30970 et KCTC 42799.

### Étymologie
L'étymologie du nom d'espèce de Legionella thermalis est la suivante : ther’ma.lis. N.L. masc./fem. adj. thermalis, de source chaude, ce qui indique l'endroit où la souche type a été isolée.